# Étain natif
L' étain natif est une espèce minérale naturelle, corps simple métallique, dense et très rare de formule chimique Sn, correspondant à l'élément chimique étain noté Sn. L'étain appartient à la classe minéralogique des éléments natifs, en particulier des métaux natifs.

## Historique de la description et de l'appellation
Les Romains connaissaient l'adjectif stanneus, qualifiant ce qui était d'étain, métal dédié à Jupiter. Le mot latin stannus est polysémique, signifiant en premier lieu le plomb d'œuvre, en second lieu le plomb argentifère et enfin l'étain. Pline mentionne et décrit un alliage de plomb et d'étain. Dans le monde gréco-romain tardif, le terme latin stannum tend s'imposer pour désigner ce métal précieux.
Au siècle des Lumières, la communauté des minéralogistes européens doute parfois de l'existence de l'étain natif. Pourtant, les minéralogistes de terrain, comme le Suédois Quist dans les Mémoires de Stockholm en 1765 ou les ingénieurs familiers des mines de Cornouailles dans quelques notes sur des lamelles métalliques d'étain naturel dans les Philosophical Transactions, en sont convaincus et l'ont évoqué. Romé de l'Isle admettait cette existence assurée.
Pour mettre un terme à ce débat recommencé ad vitam aeternam de façon stérile, la communauté des minéralogistes a décidé d'admettre l'étain ou étain natif parmi les minéraux métaux natifs connus de toute Antiquité, avec une probabilité non négligeable dans la plupart des nombreux sites dispersés reconnus de grandes mines d'étain autrefois.
L'association internationale de minéralogie a rajouté un topotype remarquable qui est la rivière Miass, dans le district de Tcheliabinsk, au sud des monts Oural en Russie.
L'étain de bois dénomme encore parfois une cassitérite en masse fibreuse et radiée, souvent à bandes alternées présentant un aspect finement veinulé similaire à un bois fossile (vu en tranche). Elle peut être sous la forme érodée d'un galet roulé. L'étain d'alluvion désigne aussi de la cassitérite, associée à des sables mélangés à des particules d'autres roches et minéraux, qui apparaissent dans les placers.

## Cristallographie et cristallochimie
La maille de son système cristallin est isométrique et tétragonale. Les cristaux naturels sont trop petits pour être étudiés à l'œil nu.
L'étain est en réalité trimorphe. L'étain natif est un étain blanc dit Sn β, décrit ci-dessous. Chaque atome de l'empilement modèle a quatre voisins très proches formant autour de lui un tétraèdre très aplati, avec deux des très proches voisins un peu plus loin. Cette structure irrégulière explique l'anisotropie. Elle est responsable de nombreuses anomalies constatées expérimentalement, le magnétisme de monocristaux d'étain ou l'existence d'un différentiel important de résistivité électrique suivant les axes cristallins.
Il fait partie du groupe de zinc, mais il est seul dans sa famille étain indium.

## Propriétés physiques et chimiques, toxicologie

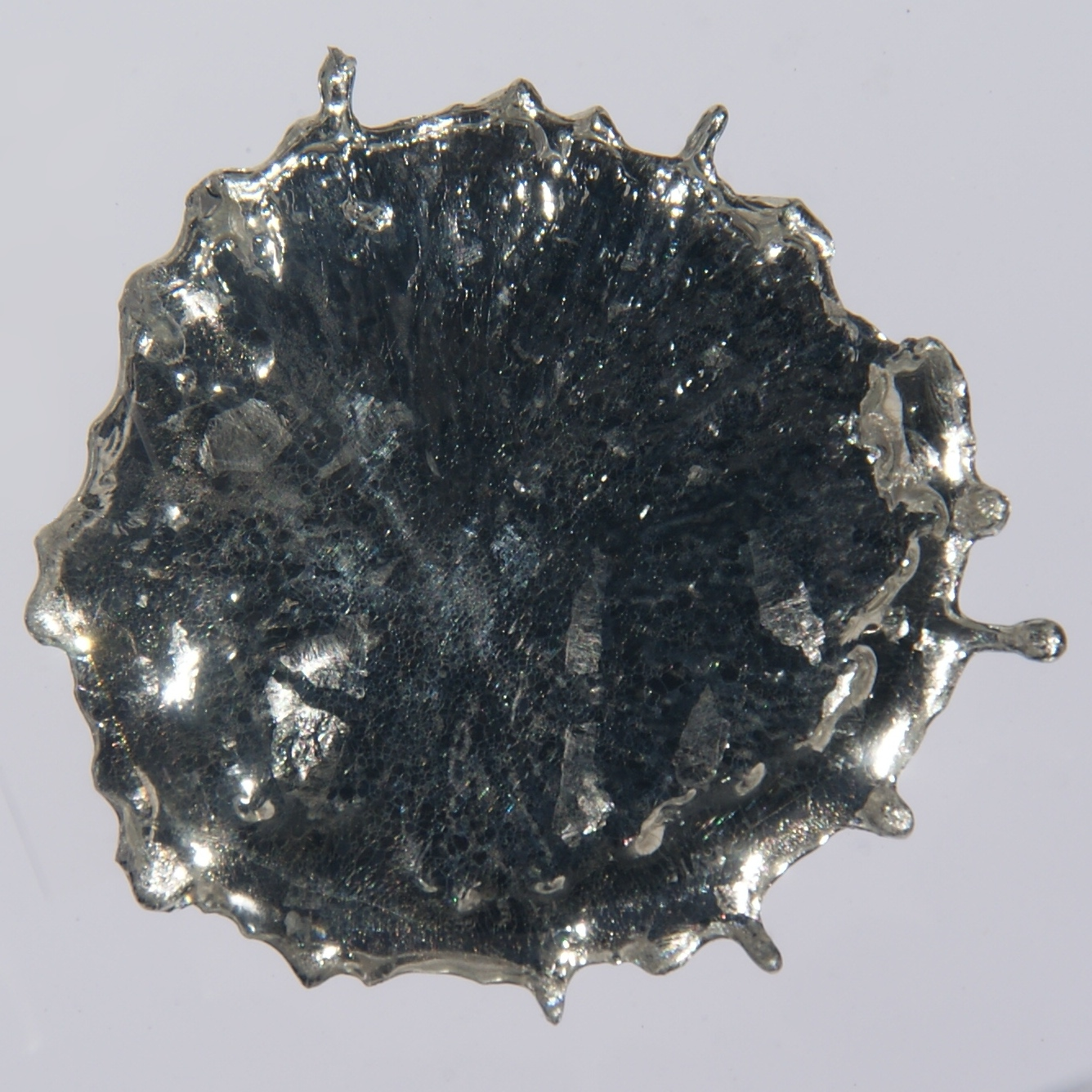
Bouton d'étain détruit par la peste.

L'étain présente un polymorphisme. Il existe en pratique l'étain blanc métallique Sn β de maille tétragonale ou quadratique et de densité 7,28. Une transformation, très lente en dessous de 13,2 °C et initié par des chocs, mais plus rapide par grands froids engendre l'étain gris d'aspect métallique, mais en réalité non métallique nommé Sn α, cubique avec une structure type diamant et une densité plus faible 5,75. L'enthalpie de cette transition de phase est de l'ordre de 2,1 kJ/mol. Les conséquences de cette transition lente sur les objets en étain (boutons, vaisselles, outils...) se nomme la peste de l'étain ou lorsqu'elle reste superficielle la lèpre de l'étain. Lorsque la température est basse, la transition de phase présente un caractère brisant, causé par la réduction rapide de masse volumique. Le refroidissement progressif engendre des phénomènes de rétraction. Comme l'étain gris Sn α est en réalité cassant, la pièce d'étain peut se fracturer facilement. Si le refroidissement est brutal, il provoque un ébranlement du réseau cristallin, qui laisse parfois que débris et poussières. Une trempe thermique de 15 °C à - 40 °C cause une dislocation totale.
L'étain gris en surface corrodée forme des figures nommées "fleurs", c'est l'étain moiré. L'étain gris, de structure analogue à celle du diamant, mais à la cassure facile et poussiéreuse, est également insoluble dans l'eau. Il est soluble dans l'acide chlorhydrique, l'acide sulfurique et les bases concentrées.
L'étain blanc Sn β, fruit d'un empilement métallique (ions dans une mer de Fermi) n'est stable qu'entre 13,2 °C et 161 °C. Au delà, le solide stable est l'étain métal Sn γ.
Les cristaux artificiels d'étain blanc fabriqué par les chimistes et par les procédés antiques sont pseudo-orthorhombiques et peuvent être plus grands, mais ils s'amenuisent et se désagrègent lors des grands froids.
La plage liquide dépasse une amplitude de 2 030 °C. L'étain liquide est donc très fluide, il s'insinue dans les pores et les interstices des matériaux. L'étamage autrefois classique des tôles fines, avant la mise au point des procédés électrolytique plus économe, peut se réaliser par immersion dans un bain de métal. C'est ainsi que le fer blanc ou la tôle d'acier étamé dispose par ce revêtement d'étain d'une efficace protection anti-corrosion, qui justifie son usage pour les boîtes de conserve alimentaire. Contrairement à un jugement a priori, cet étain blanc en fine couches de contact avec le fer résiste aux grands froids.
L'étain natif ou étain blanc est un métal tendre et ductile, très malléable et sectile. Le pliage d'un barre, d'une tige, d'une plaque d'étain génère un son caractéristique, le crissement ou plainte de l'étain du aux frottements internes des cristaux engendrées par la séparation forcée des cristaux jumelées. Malgré son cri plaintif autrefois nommé stridor ou craquement, il est facilement laminable en feuilles très fines. Les autorités anglaises avaient généralisé l'emballage protecteur des paquets de thé par des feuilles d'étain d'originaire des placers de Malaisie pour assurer leur distribution maritime dans tout l'Empire britannique.
L'étain blanc ternit à l'air. L'oxydation lente à l'air est stoppée par une couche de passivation, du fait des qualités couvrantes de l'oxyde formé. L'étain ne s'oxyde pas en profondeur : il ne rouille pas. A température ambiante, il résiste bien à l'air et à l'eau. Cette propriété justifie l'étamage de métaux plus vulnérables, comme le cuivre, le fer (fer blanc des conserves) ou l'acier. L'étamage est le recouvrement par de l'étain liquide ou par un dépôt multicouche d'étain via électrolyse.
Chauffé fortement, l'étain pur brûle avec une lumière blanchâtre et claire. Le résidu se nomme cendre d'étain. Donnons la réaction de formation exothermique de l'oxyde stannique ou oxyde d'étain IV qui correspond au minéral cassitérite.
Sn solide cristal + O2 gaz  →  SnO2 poudre blanche à sec ou masse solide couvrante  avec {\displaystyle \Delta H=-582kJ/mol~}
L'oxyde d'étain(II) ou SnO, obtenue par une oxydation plus lente ou modérée, est encore nommé oxyde stanneux.
L'étain est insoluble dans l'eau.
L'étain est résistant aux acides et bases faibles, en particulier aux acides organiques des aliments car l'étain en surface est complexé par les nombreux complexants des corps végétaux. Il n'est pas soluble dans l'acide nitrique dilué.
Mais il est facilement attaqué, c'est-à-dire oxydé, par l'acide nitrique concentré, avec une grande effervescence. Des vapeurs nitreuses naissent et s'évaporent, laissant un résidu d'acide stannique.
Il se dissout également dans l'acide sulfurique concentré et, assez lentement, dans l'acide chlorhydrique concentré. Il est possible ici d'entrevoir la nature de l'étain solubilisé car le non métal Sn α donne le chlorure stannique et Sn β le chlorure stanneux.
Sn corps simple non métallique Sn α + 4 HClaq liquide acide fumant  →  SnCl4 liquide incolore fumant à l'air humide + 2 H2 gaz
Sn corps simple métal blanc Sn β + 2 HClaq liquide acide fumant  →  SnCl2 poudre blanche + H2 gaz
L'ion stanneux Sn2+ et l'ion stannique Sn4+ peuvent être respectivement précipités par le gaz sulfhydrique H2S en un sulfure d'étain brun SnS et un sulfure d'étain(IV) jaune SnS2 dit or mussif.
À l'instar du soufre S ou du corps simple phosphore P, l'étain réagit avec les halogènes pour donner des tétrahalogénures.
L'étain forme très facilement des complexes en chimie. Il existe un grand nombre de composés organo-stanniques.
L'étain s'amalgame avec le mercure. L'amalgame obtenu tend à se solidifier en cristaux octaédriques.

### Analyse, distinction
Il forme souvent des alliages naturels avec le cuivre, l'or, le palladium et les platinoïdes (Pt, Os...), le plomb et l'antimoine. Avec le cuivre, le minéral le plus connu est le bronze η de formule Cu6Sn5. Il existe aussi l'alliage Cu3Sn comme autre espèce minérale reconnue.
L'adjonction d'un quantité parfois infime d'étain au sein du cuivre fait bondir la dureté et la résistance mécanique et chimique du matériau cuivre légèrement allié. L'étain durcit le cuivre.
L'alliage avec l'or natif est la yuanjiangite AuSn. La sorosite désigne un alliage Cu1+x(Sn,Sb) où 0.1 ≤ x ≤ 0.2.
L'alliage avec le platine natif se nomme la niggliite PtSn
Il est moins dur que le plomb natif qui est par contre plus dense.
La stistaïte est l'alliance avec l'antimoine SnSb.

### Toxicité
L'étain métal n'est en général pas toxique, par ses propriétés chimiques. Le composé SnH4 est toutefois toxique et vénéneux, ainsi que les composés alkyles. Le chlorure stannique est irritant pour les yeux et les muqueuses.
Notons que les alliages avec des métaux fortement toxiques, comme le plomb, restent dangereux. Les verriers ou les fondeurs d'ancien régime, utilisant des alliages à base de Sn et de Pb, ont souffert de maintes pathologies d'intoxication, induisant des altérations graves de santé à la fin de leur vie.

## Gîtologie, occurrences et gisements
L'étain natif est parfois présent dans les sables aurifères et platinifères en petits grains roulés. En Guyane, il est intimement associé avec l'or et le quartz dans les pépites de la rivière Appronagua.
Il est présent à l'état de granules incorporés dans la calcite. Il est également présent dans les kimberlites, ainsi que dans les dorsales océaniques où il est associé à la cassitérite, à l'or natif et au cuivre natif, au platine natif et à l'osmium natif et à la sorosite.
Minéraux associés : métaux natifs en particulier platine natif, or natif, cassitérite, calcite, dolomie, marbre, pyrite, quartz.

### Gisements relativement abondants ou caractéristiques
- Australie

sables aurifères et platinifères d'Oban, Nouvelle-Galles du Sud
- Bolivie
- Canada

Beaver Lodge, Saskatchewan (inséré dans la calcite)
- France

salas aurifères de Guyane,
- Grande-Bretagne

mine de cuivre et d'étain de Dolcoath, Cornouailles
•États-Unis
Nombreux États américains
- Russie

Oural, Sibérie

## Usages

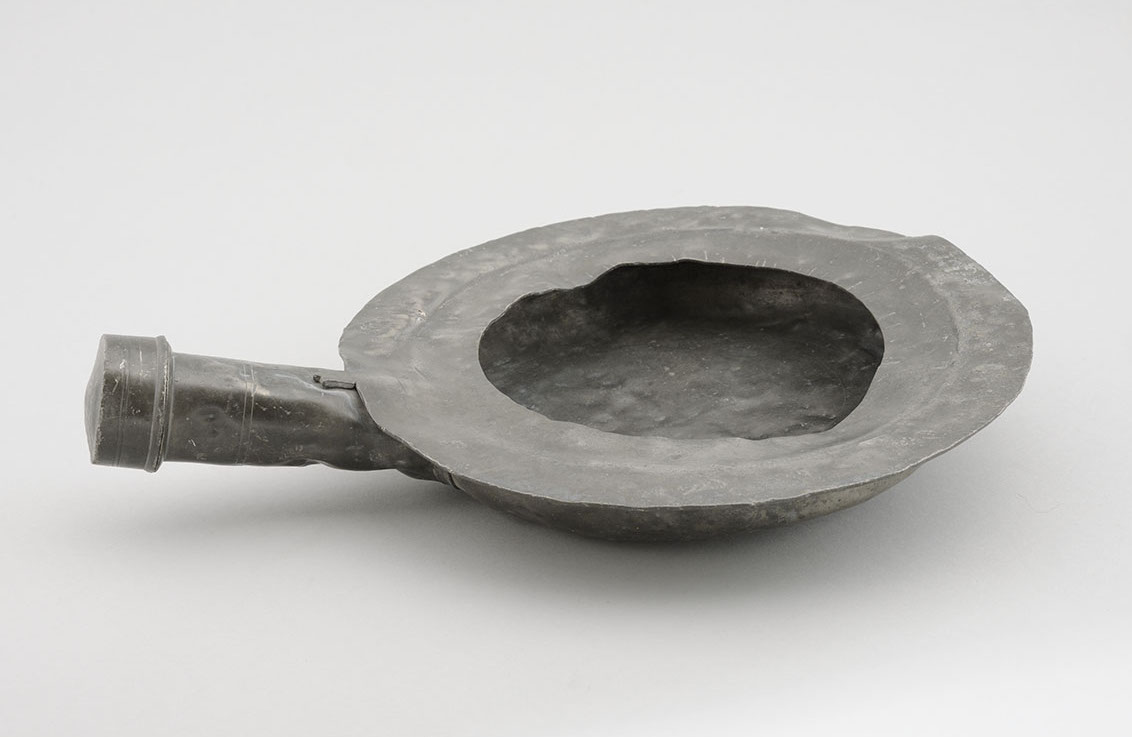
Plat bassin de lit en étain, musée Albert-Demard en Haute-Saône.

L'étain est fabriqué à partir de ces principaux minerais, à base de cassitérite. Outre la stannite, l'étain est parfois présent en quantité non négligeable (par substitution) dans la titanite et la vesuvianite. L'étain natif n'est qu'un minéral de collection recherché. Autrefois, son nettoyage par du pétrole rectifié était recommandé.
L'étain, le plus facilement fusible des métaux communs, blanc, relativement léger et très malléable, a toujours un rôle économique tel quel. C'est un métal pour anode en électrochimie, il est utilisé pour fabriquer des condensateurs.
Son utilisation souvent encore majoritaire est toutefois l'étamage, la protection du fer, de l'acier ou du cuivre. Le fer blanc est employé pour les boîtes de conserves. Il est encore utilisé, sous forme métal ou d'oxydes broyés, comme pigment en céramique et en verrerie
Il est utilisé toutefois presque pur dans la vaisselle d'étain (cuillère, plat, pot, récipients) et les arts de la décoration (habillement, design, plateaux, vases ou objets d'art) et de l'habillement (boutons, décorations…), voire des ustensiles divers. Pour empêcher la peste de l'étain, des alliages avec l'antimoine et le bismuth en faible proportion ont été mis au point au XIXe siècle : ils donnent satisfaction. Non nocif, il était utilisé autrefois dans l'emballage alimentaire, en "feuille d'étain", parfois mis en languettes ou capsules de scellement ou d'ouverture facile. Il sert toujours à réaliser des pièces de fermeture de bouteilles. Les feuilles minces d'étain peuvent servir à fabriquer glaces et miroirs.
Il entre dans un grand nombre d'alliages, notamment depuis l'antiquité avec le cuivre (bronze, laiton), l'antimoine, le plomb, le nickel, le zinc ou le cadmium. Son alliage avec le plomb permet d'abaisser le point de fusion, par exemple pour favoriser une soudure délicate de fil électrique. L'alliage Pb 36 % Sn 64 % en masse est fusible à 181 °C. Certains alliages se retrouvent comme matière ou composant de soudures, ainsi que dans les circuits imprimés. Les alliages métalliques en usage pour la typographie au plomb contiennent 15 % d'étain.
L'alliage Sn 91 % Sb 9 % est employé en orfèvrerie pour imiter le vieil argent. Les autres alliages d'étain plus faibles du type Sn 75 à 85 % Sb 10 à 25 % avec des petites additions de Cu ou Pb inférieures ou de l'ordre de 5 % se caractérisent par une excellente qualité de frottement grâce à un faible coefficient de frottement : ce sont des alliages antifriction utilisés en pièces pour palier ou des revêtements adaptés à certains aciers avec une lubrification complémentaire à l'huile. Même les alliages Cu Sb avec seulement Sn à 30 % en masse sont encore des alliages anti-friction par exemple pour palier.
Certains alliages étain niobium, par exemple Nb3Sn sont des supraconducteurs aux très basses températures et servent à fabriquer des électroaimants générant un champ H dense de grande puissance.

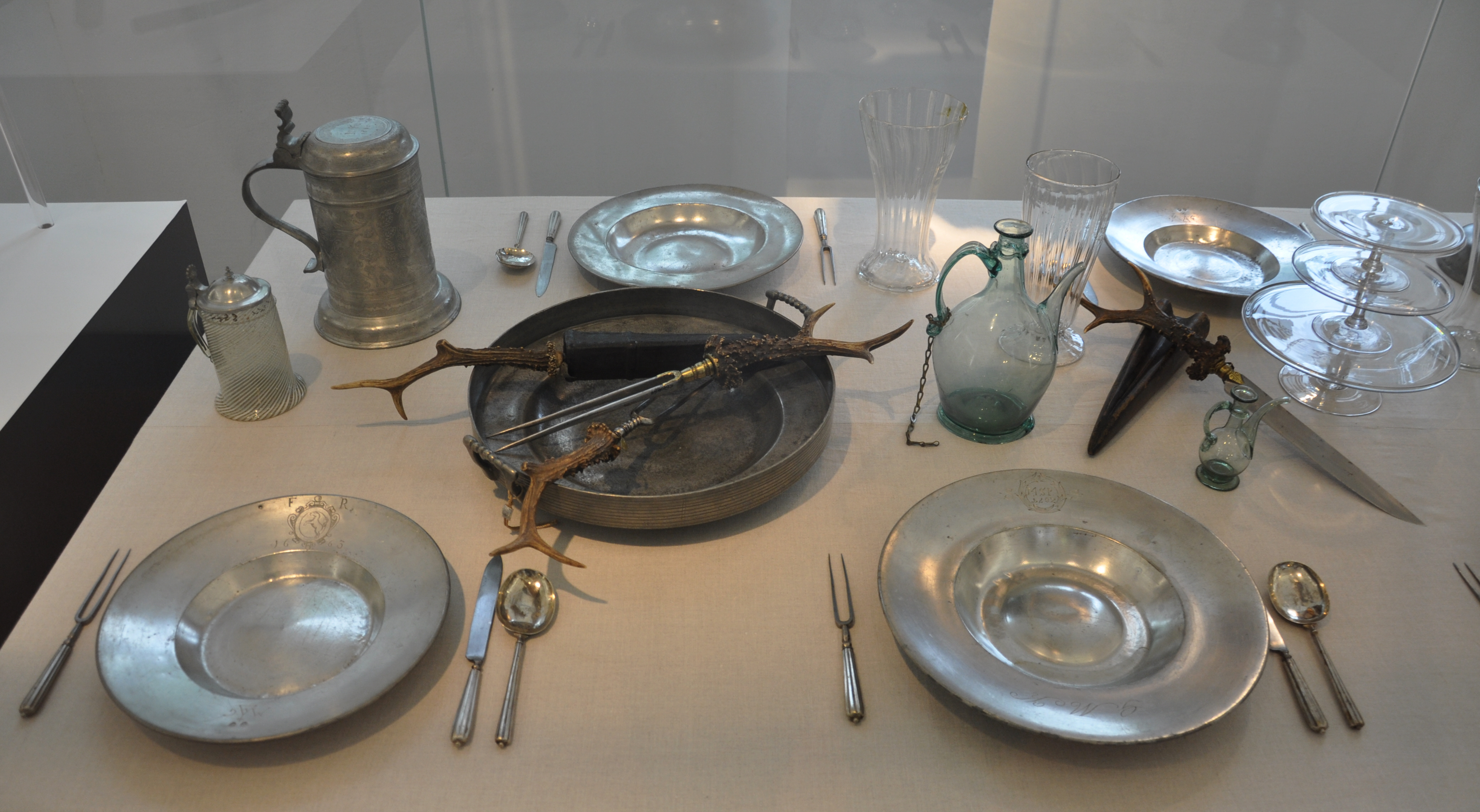
Ancienne vaisselle en étain opaque et en verre transparent ou translucide. Section historique du musée de Salzbourg.

Les alliages complexes en partie à base de cuivre et d'étain peuvent être des bronzes, des métaux pour cloches ou pour tuyaux d'orgues.

### Histoire

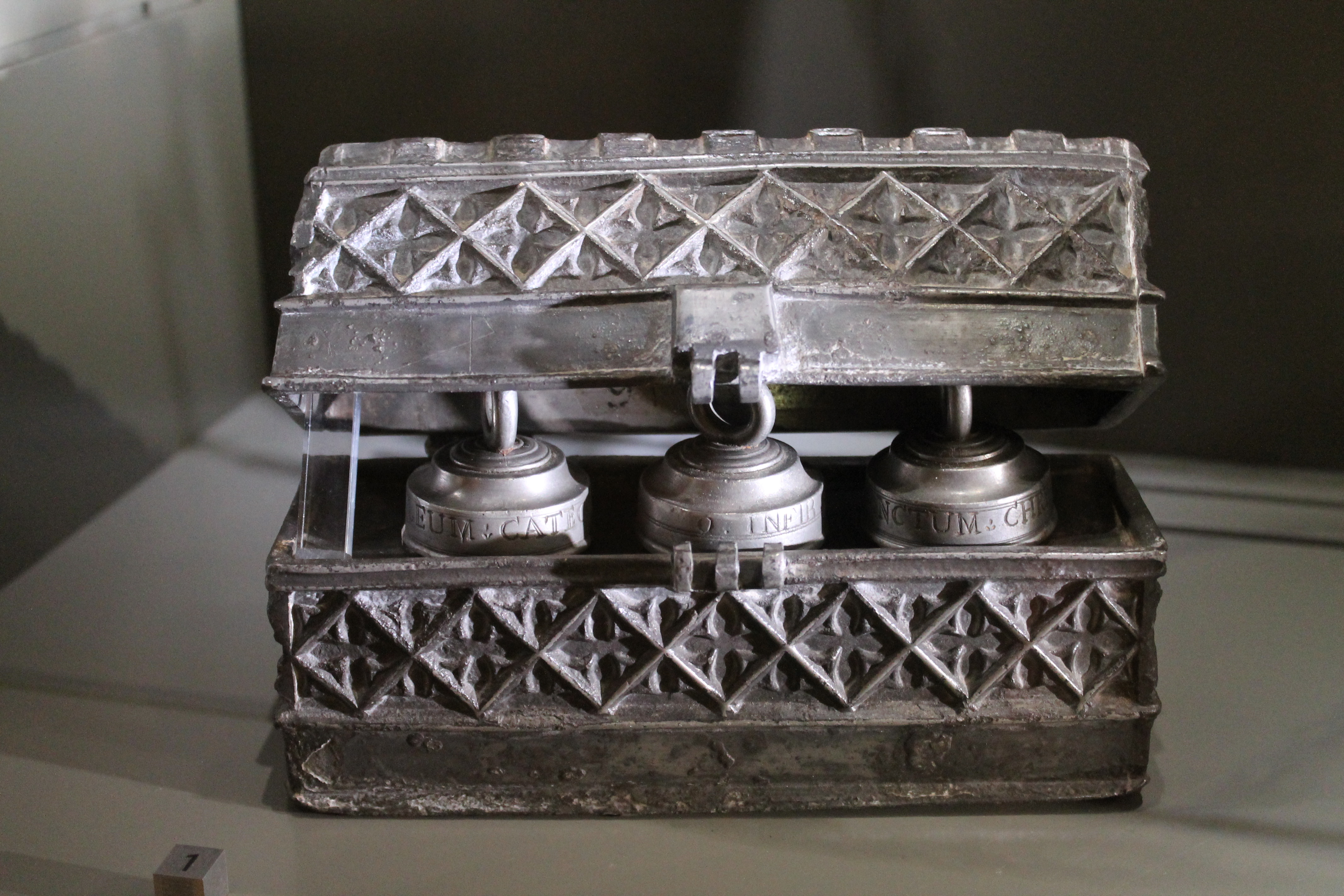
Coffret et pots en étain pour préserver les saintes huiles, appartenant autrefois à l'église de Thorigné-en-Charnie, musée de Mayenne.

L'étain est le métal emblématique, à la fois capital et précieux, de l'âge du bronze. Il valorise le cuivre obtenu en abondance, mais les gisements d'étain, sous forme de cassitérite ou d'autres minerais, sont assez rares et surtout mal répartis par rapport aux centres de développement technique de l'Antiquité. L'alliage massif et coûteux a engendré à nos yeux modernes la catégorie des bronzes, des autres alliages multimétalliques, à commencer par les laitons.
L'étamage protecteur par exemple d'instruments et récipients en cuivre est connu des Romains. Ils savaient que ses alliages avec le Pb possédaient des points de fusion plus faciles à atteindre.
Mais les civilisations de Mésopotamie au IIIe millénaire av. J.-C. connaissaient déjà l'étain, sous formes d'outils et d'armes, bref d'ustensiles divers. Les premiers bronzes sont attestés en Crëte vers -2700 ans avant J.-C.

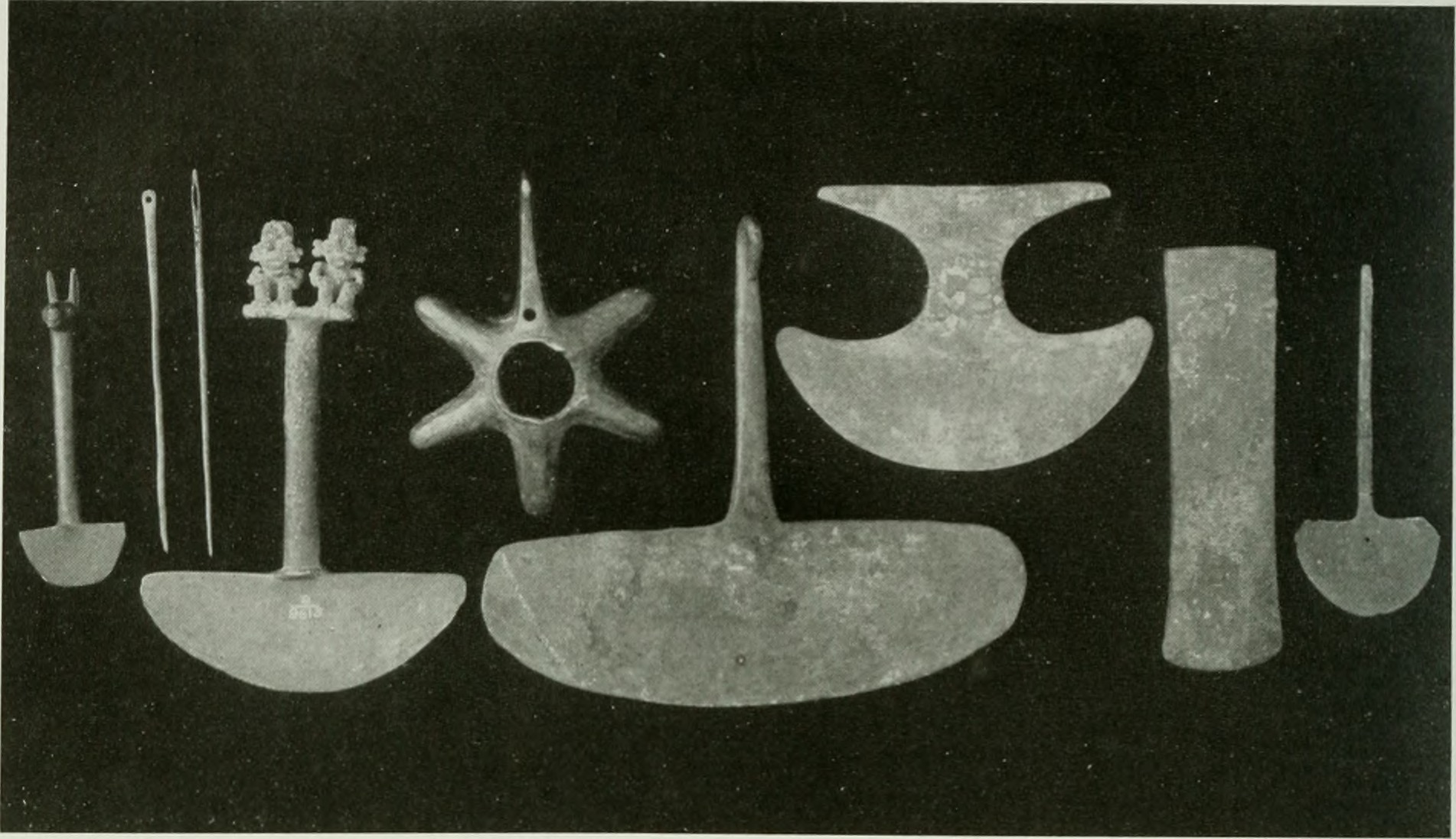
Pièces de l'âge du bronze péruvien.

Les artisans médiévaux, notamment des orfèvres pour les objets liturgiques ou les potiers d'étain ont travaillé continûment l'étain à l'époque médiévale.
Les étains étaient à la mode au XIXe siècle. Ce métal usuel de faible ténacité, appréciés pour ses qualités plastiques, était importé en France à la Belle Époque principalement de Bolivie, de Saxe, d'Espagne ou d'Angleterre. Il était déjà parfois raffiné par voie électrolytique. Le laminage de l'étain en feuilles minces a accru son usage comme enveloppe alimentaire efficace, protégeant de l'humidité de l'air, de l'oxydation.
Les simples fondeurs d'étain fabriquaient une multitude d'objets, des plus communs ou utiles aux plus artistiques ou luxueux. En dehors des bronzes et des laitons classiques, il existait autrefois divers alliages monétaires et des alliages pour couler des robinets.
Les étainiers fondaient des objets d'art et notamment des statuettes.
Les alliages au plomb étaient utilisés en poterie, en céramique et dans de multiples de décoration d'art.